# Гурий (Джорджу)
Епи́скоп Гу́рий (рум. Episcop Gurie, в миру Григоре Джорджу, рум. Grigore Georgiu; 31 декабря 1968, Хута, Клуж — 21 октября 2021, Дева) — епископ Румынской православной церкви, епископ Девский и Хунедоарский

## Биография
С первого по четвёртый класс учился в начальной школе в родном селе, а с пятого по восьмой класс — в педагогическом лицее им. Георге Лазэра в Клуж-Напоке, который окончил в 1984 году. В 1984—1988 годах обучался в лицее им. Траяна Вуя в Клуж-Напоке. По окончании лицея поступил в Крайовскую духовную семинарию, которую окончил в 1992 году.
В 1988—1989 годах состоял в братии Монастыря Лайнич. В 1990 году принял монашество с именем Гурий в честь святого мученика и исповедника Гурия и в феврале того же года был рукоположен в сан иеродиакона. В 1989—1996 годах, состоял секретарем митрополита Олтенского Нестора (Ворническу). В январе 1992 года был рукоположен в сан иеромонаха.
В 1992 году поступил на богословский факультет Крайовского университета, который окончил в 1996 году, защитив дипломную работу «Миссия Румынской Православной Церкви между Прутом и Днестром. Переустройство Кишинёвской архиепископии, Бессарабской митрополии и экзархата новых земель». Одновременно с 1992 по 1996 год служил экклисиархом митрополичьего собора в Крайове, а в июле 1996 года стал протосинкеллом.
В 1996—1997 году обучался на курсах по систематическому богословию на факультете римо-католического богословия в Падуанском университете, Италия. Там же в 1997—2001 годы он обучался в миссионерском-пастырском институте, который окончил в феврале 2001 года с отличием со степенью магистра за работу «Новые религиозные движения в Итальянской католической церкви».
За время пребывания в Италии основал румынские православные общины в Падуе, Порденоне, Тревизо, Вероне; издавал газету Падуанского прихода «Lumina lina»; опубликовал ряд статей в местной религиозной прессе; объезжал с лекциями румынские приходы и монашескую общину в северной Италии. В марте 2000 — августе 2001 года состоял протосинкеллом Крайовской архиепископии.
5 июля 2001 года решением Священного Синода Румынской православной церкви избран викарием Крайовской епархии с титулом «Стрехайский». 5 августа того же года состоялась его епископская хиротония.
После образования Северинской и Стрехайской епархии наряду с епископом Горжским Никодимом (Николэеску) был выдвинут кандидатом на замещение данной кафедры. 11 февраля 2004 года из двух кандидатур избирательной коллегией Национального церковного собрания был выбран епископ Никодим, а епископу Гурию был присвоен титул «Горжский».
29 октября 2009 года решением Священного Синода Румынской православной церкви был избран правящим епископом Девской и Хунедуарской епископии, созданной решением Священного Синода от 18-19 июня того же года. 29 ноября того же года в соборе святого Николая в Деве состоялась его интронизация, совершенная 24 румынскими архиереями во главе с патриархом Румынский Даниилом.
Был госпитализирован в районную больницу скорой помощи города Девы 8 октября 2021 года. Скончался 21 октября 2021 года в возрасте 52 лет из-за осложнений, связанных с COVID-19.